# Sven Aasmundtveit
 Sven Aasmundtveit, född 16 maj 1955, är en norsk pastor, författare och psalmdiktare.
Aasmundtveit har jobbat som programingenjör på NRK och som pastor i Den evangelisk-lutherske frikirke, innan han blev rektor vid Frikirkens studiecenter. Han är även ledare för en organisation som främjar keltisk spiritualitet. Han har skrivit flera böcker, samt skrivit och översatt psalmer och sånger. 
I Norsk salmebok 2013 finns han representerad med två psalmer och två översättningar:
- Nummer 214: Han sto opp før dagen demret, text John L. Bell, Graham Maule 1988
- Nummer. 395: Som toner i en evig sang, 2008, efter en Qumran-text översatt av Torleif Elgvin 2003
- Nummer. 406: Han kommer, han är nära, text Olov Hartman 1978
- Nummer. 743: Velsignet være dere som, 1998

## Utgivningar
- Å kjenne Han som kjenner deg
- I Åndens kraft
- Atleter for Kristus